# The Strange Death of Europe
The Strange Death of Europe: Immigration, Identity, Islam (en español: La extraña muerte de Europa: inmigración, identidad, islam) es un libro de 2017 del periodista y comentarista político británico Douglas Murray. Se publicó en el Reino Unido en mayo de 2017 y en junio de 2017 en Estados Unidos.
El título del libro se inspiró en el clásico de historia política de George Dangerfield The Strange Death of Liberal England, publicado en 1935.

## Tesis
Murray explora dos factores que explican por qué, en su opinión, la civilización europea tal como la conocemos no sobrevivirá. La primera es la combinación de la migración masiva de nuevos pueblos al continente, junto con las tasas de natalidad de Europa inferiores a las de reemplazo. Lo segundo es, lo que Murray describe como «el hecho de que … al mismo tiempo, Europa perdió la fe en sus creencias, tradiciones y legitimidad».

## Recepción
Sam Harris elogió el libro como «maravilloso». Por su parte, Michael Brendan Dougherty describió en National Review, al libro como «informado por datos reales de todo el continente, y una calidad de escritura que logra ser vivaz y elegíaca al mismo tiempo. Murray también es de un intelecto verdaderamente liberal, en el sentido de que está libre del poder que ejerce el tabú sobre el problema europeo, pero no traiciona el más mínimo atisbo de atavismo o espíritu mezquino».
En The Daily Telegraph, Juliet Samuel resumió el libro de Murray diciendo: «Su tesis general de que una Europa exhausta e impulsada por la culpa está jugando rápido y despreocupadamente con sus preciosos valores modernos al aceptar una migración en tal escala, es difícil de refutar».
Por el contrario, escribiendo en The Guardian, la periodista política Gaby Hinsliff describió Strange Death como «xenofobia gentrificada» y «capítulo tras capítulo gira en torno a los mismos temas repetitivos: migrantes violando, asesinando y aterrorizando; himnos al cristianismo; largas polémicas sobre cómo Europa también es ‘agotada por la historia’ y la culpa colonial para enfrentar otra batalla, y, por lo tanto, se está dejando arrollar por invasores ferozmente confiados en sus propias creencias», al tiempo que señala que Murray ofrece poca definición de la cultura europea que, según él, está amenazada.
Una reseña del libro SoThe Economist afirmó que «acertó con algunas verdades desafortunadas», aunque «muestra una imagen incompleta de la Europa actual». Además, «el libro podría beneficiarse, sin embargo, de más datos», y afirmó que Murray, a menudo, «deja que el miedo triunfe sobre el análisis» y que era «propenso a la exageración».

## Sobre la traducción al español
La traducción del libro al español contiene muchos errores de una magnitud inadmisible. Por ejemplo, en el capítulo 3 se lee:

1. Dichas investigaciones revelaron la existencia de bandas organizadas de muchachas jóvenes, dirigidas por musulmanes procedentes de África del Norte o de Pakistán, que se habían extendido por todo el norte de Inglaterra y otras zonas.
2. En un informe del año 2004 sobre servicios sociales realizado en Bradford, las investigaciones tuvieron que suspenderse al considerarse tales procedimientos «antifascistas»; y los jefes de la policía local se vieron obligados a publicar a través del Canal 4 de la televisión la documentación de que disponían.

Cuando más correctamente debería decir:

1. Estas investigaciones revelaron que la captación organizada de chicas jóvenes, a menudo menores de edad, por parte de bandas de hombres musulmanes de origen norteafricano o pakistaní era un hecho en ciudades de todo el norte de Inglaterra y otras partes.  [These revealed that the organised grooming of often underage young girls by gangs of Muslim men of North African or Pakistani background was a theme in towns throughout the north of England and further afield.]
2. Un documental de 2004 sobre los servicios sociales en Bradford tuvo que posponer su proyección después de que los autoproclamados «antifascistas» y los jefes de la policía local apelaran a Channel 4 para que retirara el documental.   [A 2004 documentary on social services in Bradford had its screening postponed after self-proclaimed ‘anti-fascists’ and local police chiefs appealed to Channel 4 to drop the documentary.]